# Stockholmsgata (naturreservat)
Stockholmsgata är ett 148 hektar stort naturreservat och Natura 2000-område i Åsele och Örnsköldsviks kommuner. 119 hektar ligger i Åsele kommun och 29 hektar i Örnsköldsviks kommun. Delar av området är också Natura 2000-område sedan 2006. Delen som ligger i Västernorrlands län beskriv i artikeln Stockholmsgata (naturreservat, del i Västernorrlands län)
Reservatet domineras av en cirka 50 meter djup och 1,5 kilometer lång kanjon, som troligen har fått namnet Stockholmsgata av besökare som tyckt att de höga klippväggarna liknar gränderna i Gamla stan i Stockholm. Kanjonen bildades för 9 400 år sedan av en isälv som gröpte ur urberget.
Intill Uvtjärn i södra delen av reservatet finns en liten rast- och övernattningsstuga som konstnären Folke Ricklund använt som ateljé. Vandringsleden Lappmarksleden går fram till den södra entrén till Stockholmsgata..

## Djurliv
Björn och lodjur passerar reservatet men det är nog djur som ekorre besökare får se. Bland fåglarna är lavskrika, järpe, tornfalk och talltita vanliga.

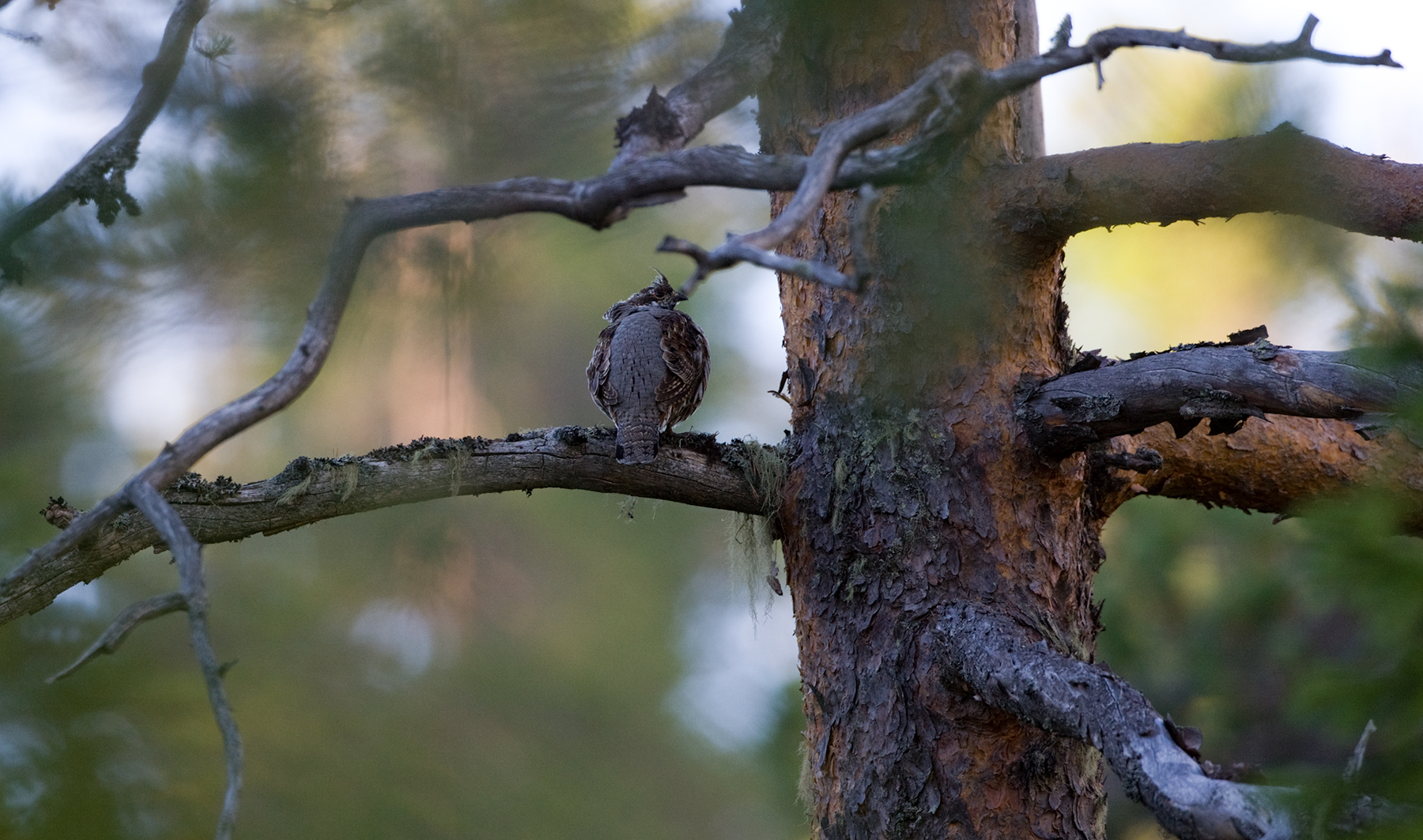
Järpe.
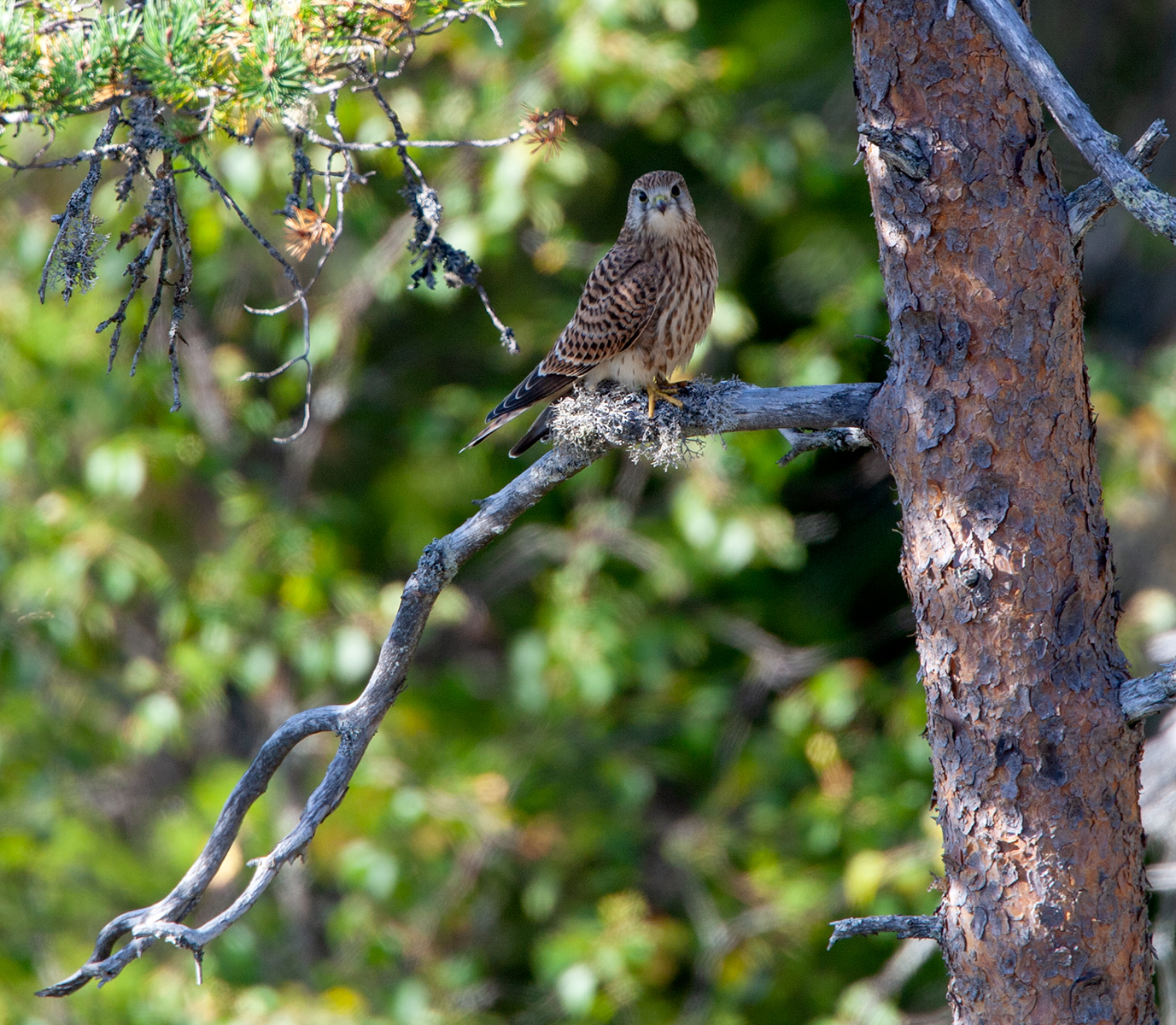
Tornfalk.
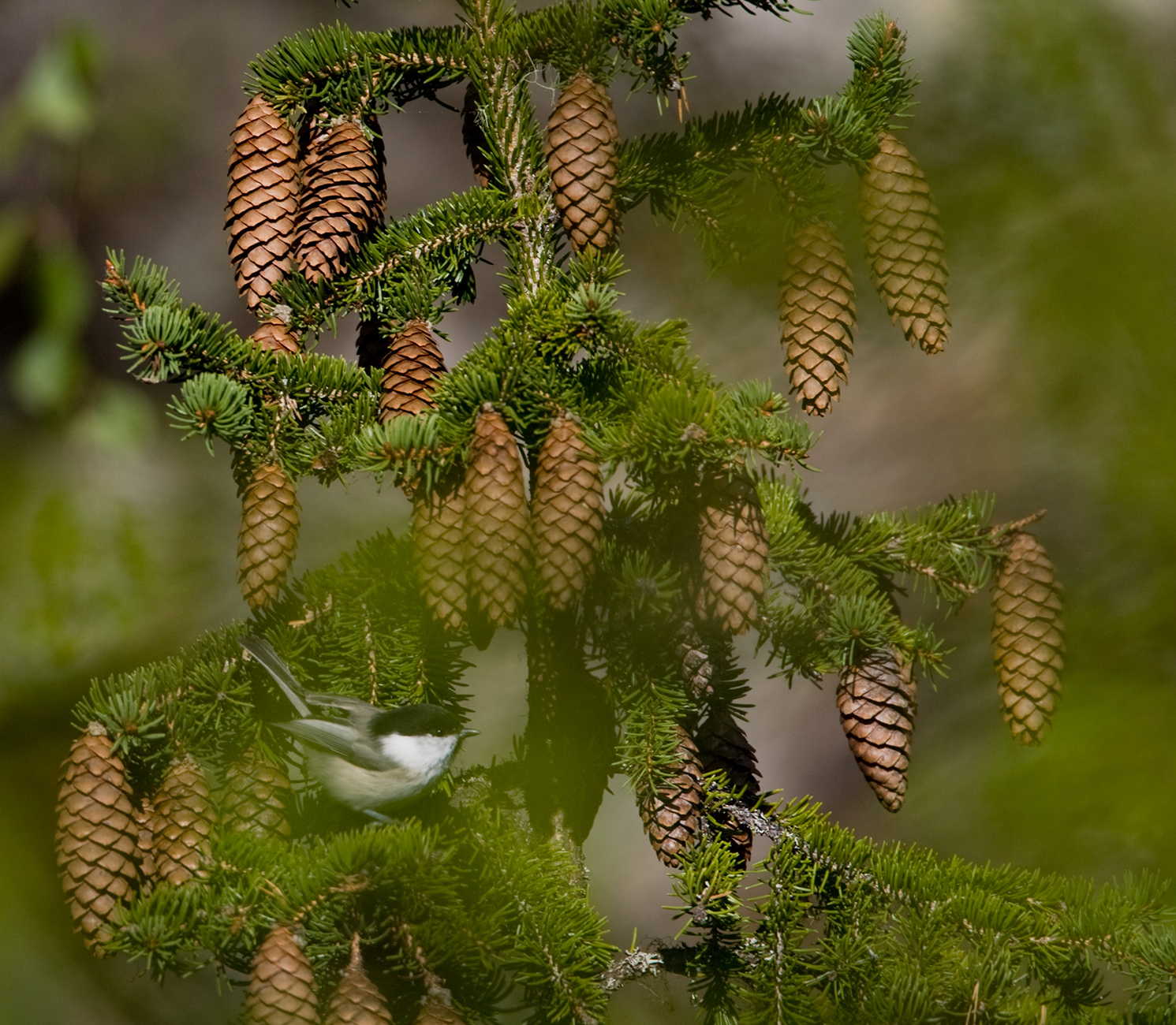
Talltita.

## Bilder

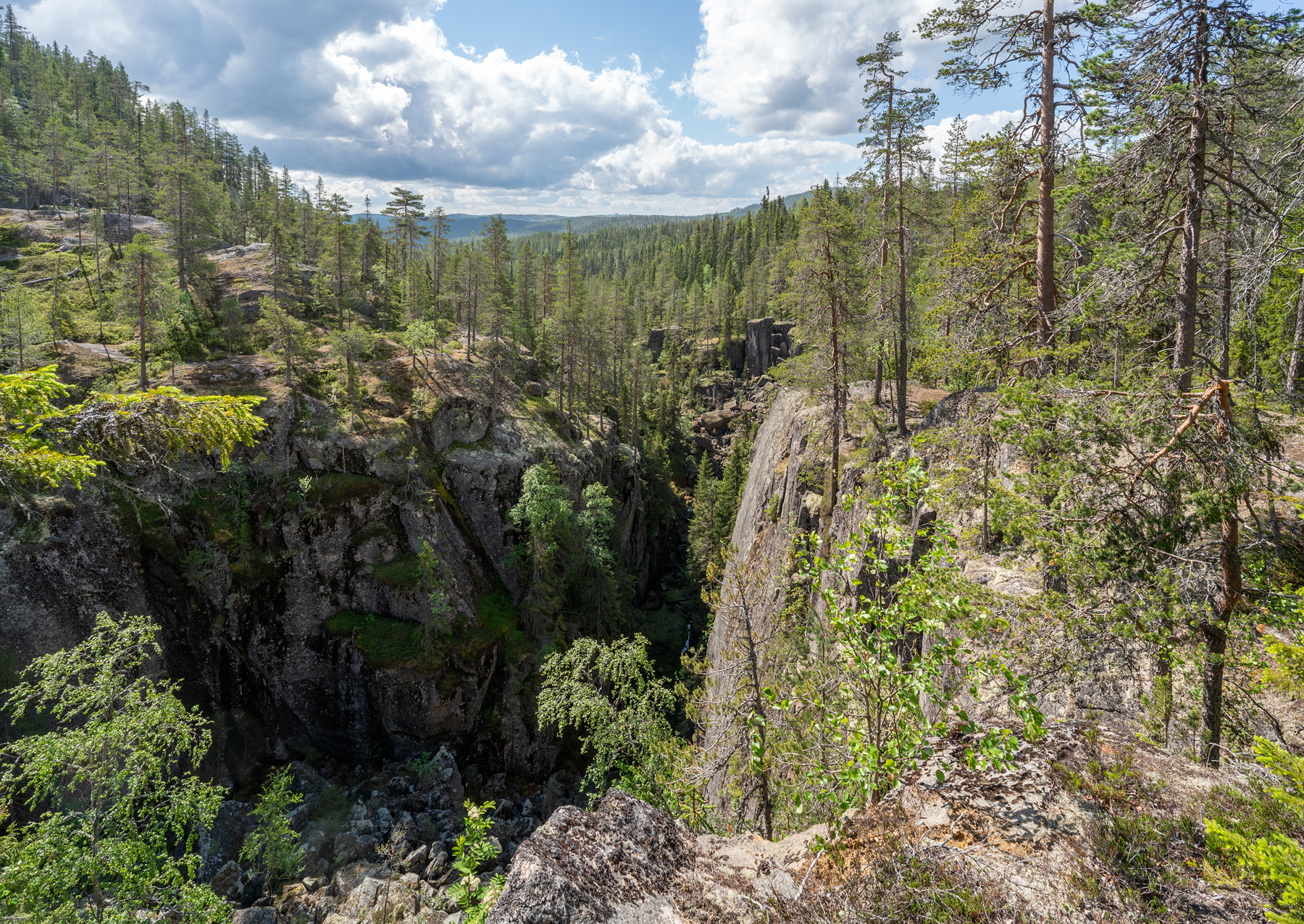
Vy mot kanjonen från stigens högre del.
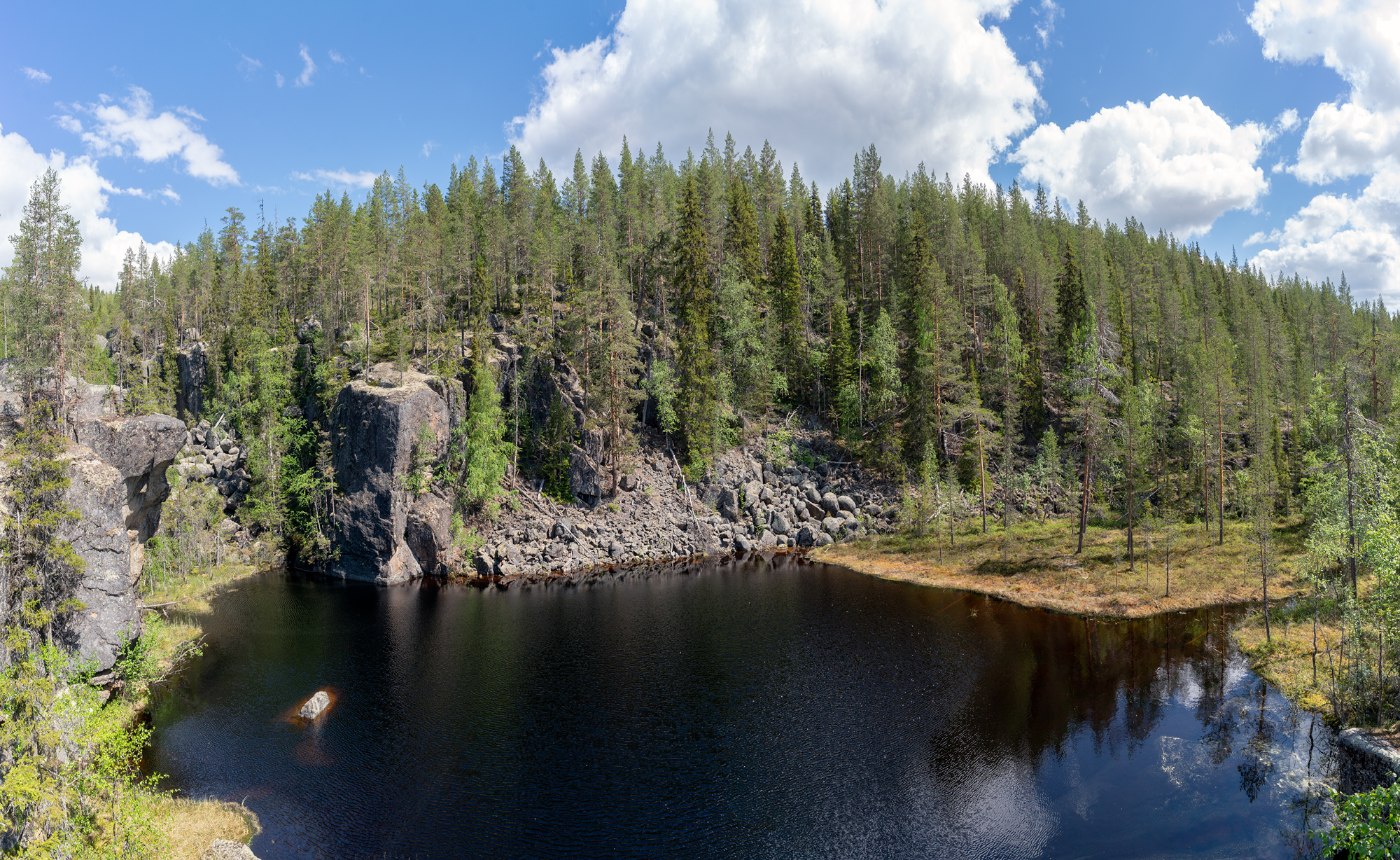
Uvtjärn från rampen på västra sidan.
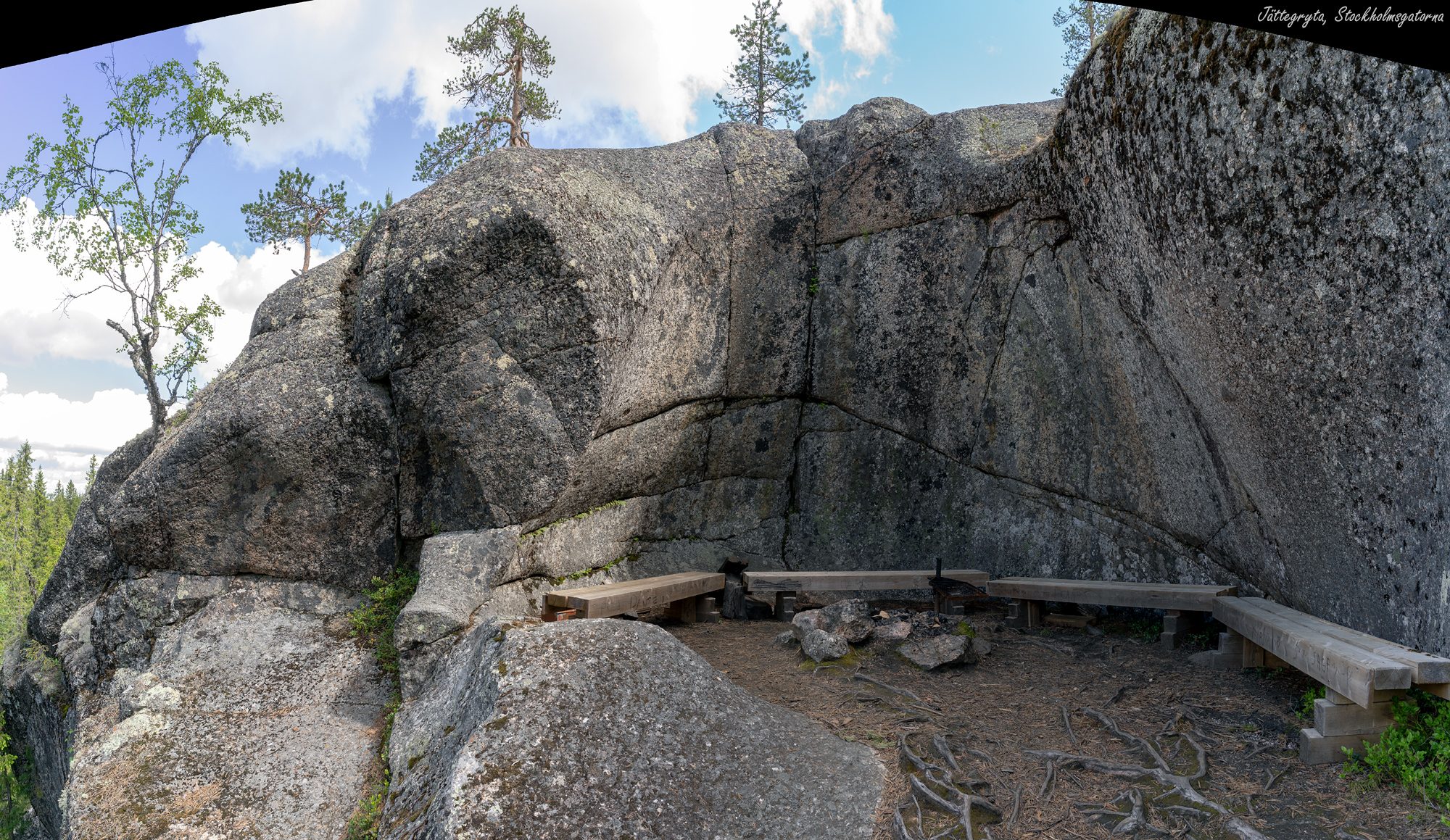
Jättegrytan sedd från utsidan.

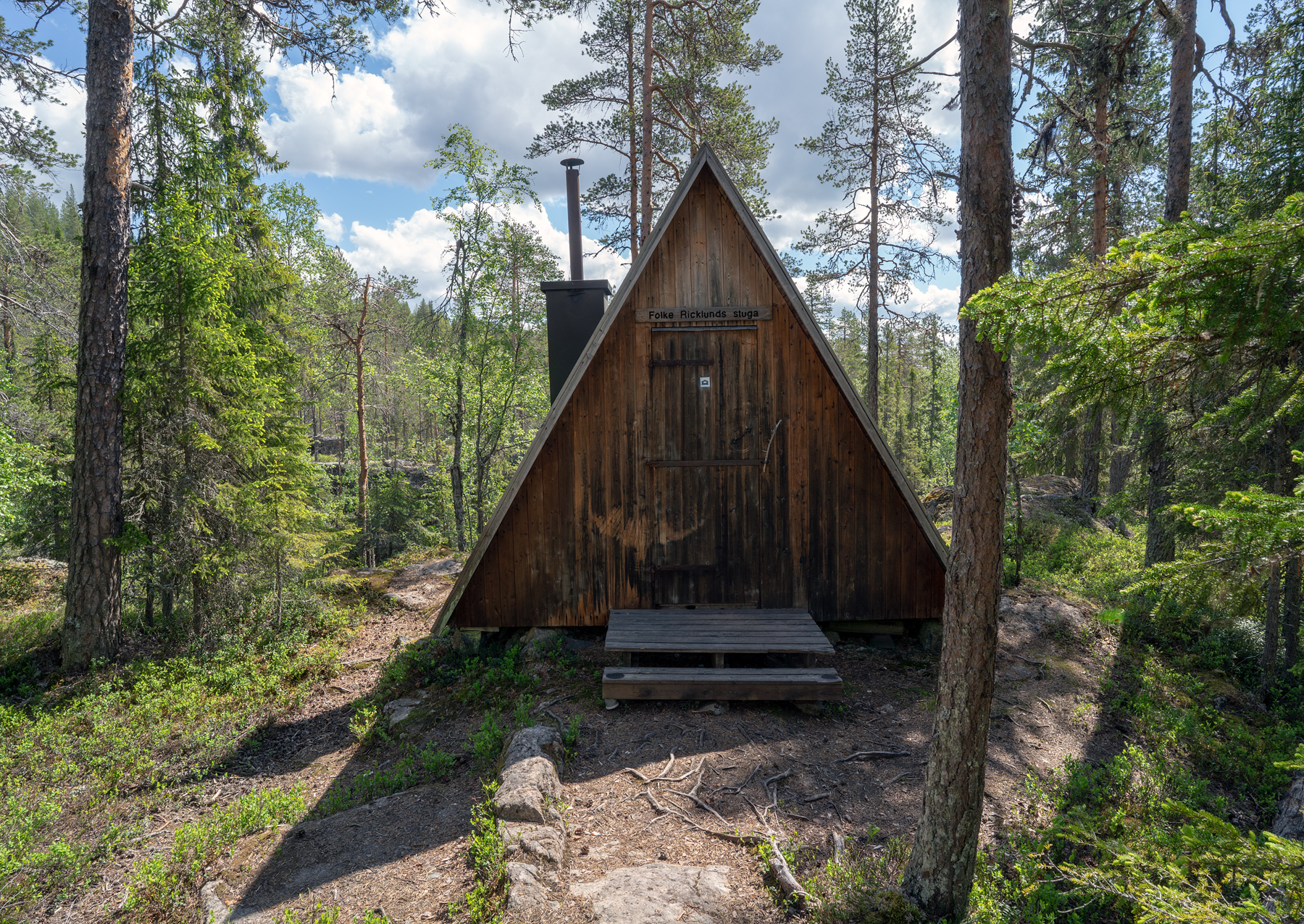
Folke Ricklunds stuga intill Uvtjärn.
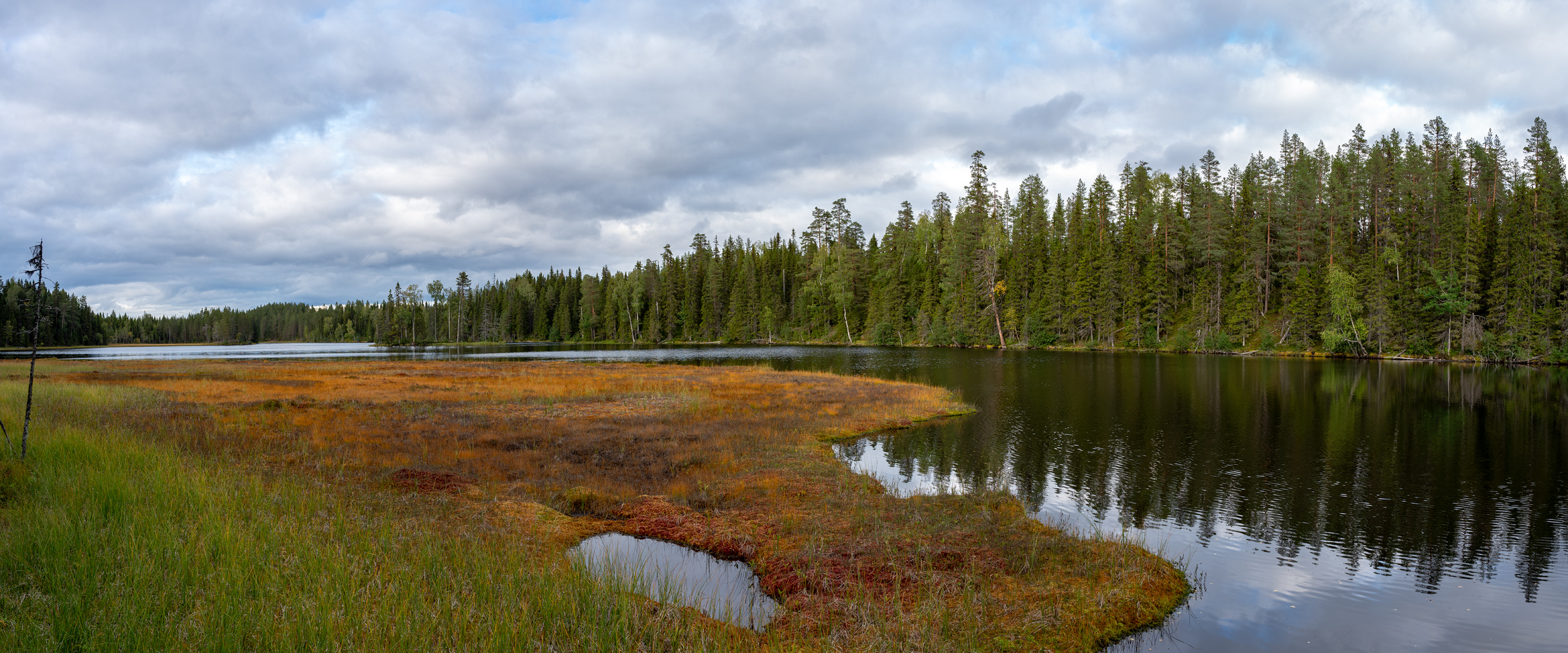
Holmtjärnen från södra sidan.
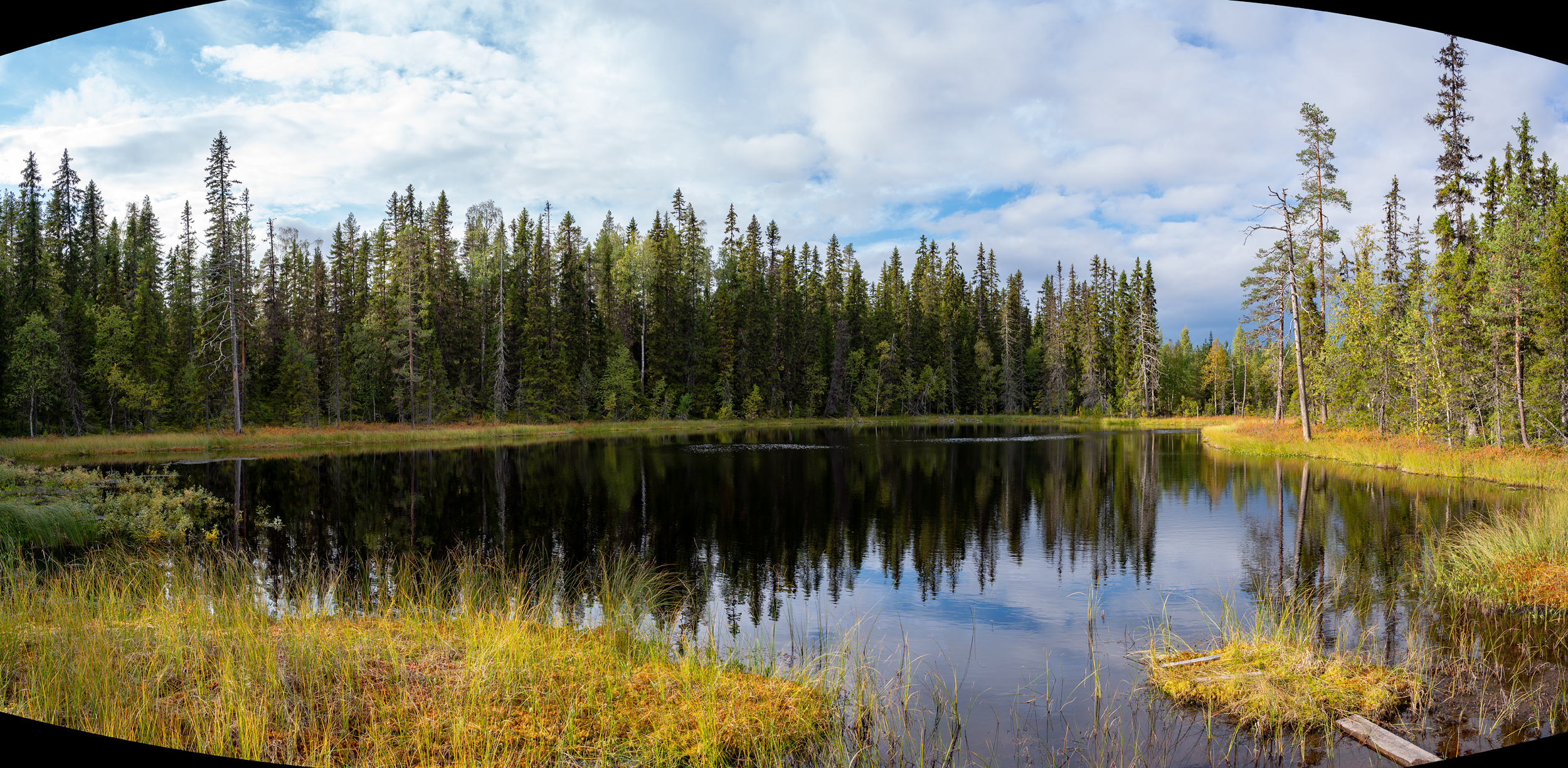
Namnlös 110 meter lång tjärn nära reservatets norra entré.